# زنامنکا
زنامنکا (به روسی: Знаменка) (که پیش‌تر با نام‌های «میضا زنامنسکایا» و «زنامنسکایا داچا» شناخته می‌شد) یک ملک اربابی پیشین است که در جاده پترگوف (آدرس کنونی: پترگوف، خیابان سن‌پترزبورگ، شماره ۱۱۵) واقع شده است.
این ملک از غرب با پارک «الکساندریا»، از شرق با ملک میخایلوفکا، از شمال با خلیج فنلاند، و از جنوب با جاده پترگوف هم‌مرز است. مساحت این ملک ۷۴ هکتار است.
این پارک نیز بخشی از ذخیره‌گاه طبیعی منطقه‌ای به نام ساحل جنوبی خلیج نوا محسوب می‌شود و از اهمیت ویژه‌ای برخوردار است.